# ثيودور فرايدل
ثيودور فرايدل (بالألمانية: Theodor Friedl)‏ هو نحات نمساوي، ولد في 13 فبراير 1842 في فيينا في النمسا، وتوفي في 5 سبتمبر 1900 في النمسا السفلى في النمسا.